# Saleboda kapell
Saleboda kapell var en kyrkobyggnad i Lunds stift. Den ligger i Saleboda, Karlskrona kommun och var en av församlingskyrkorna i Fridlevstads församling. Före 2010 tillhörde kyrkobyggnaden Sillhövda församling.

## Kyrkobyggnaden
Saleboda samhälle i den norra delen av Fridlevstads församling är beläget på gränsen mellan Blekinge och Småland. Under 1940-talet tog församlingsbor initiativet till ett kapellbygge. Genom frivilligt arbete och gåvor blev kapellet färdigt 1943. Invigningen förrättades den 20 februari 1944 av kontraktsprosten August Eker i Rödeby. Kapellet uppfört i trä som vitrappats, rymmer en kyrksal med korväggen orienterad åt öster. I västra delen finns köksutrymme och ett mindre samlingsrum. I sydväst är entrén belägen. 1960 uppfördes en klockstapel med en kyrkklocka som invigdes av kontraktsprosten Robert Bosson. Klockan bär en inskriptionen författad av Nils Bolander:
| ” | Vare du Herrens röst med bud över skog och sjö om själarnas enda tröst om livet som aldrig dör. | „ |

### Invigningen
Invigningen förrättades på fastlagssöndagen den 20 februari 1944 av kontraktsprosten August Eker i Rödeby. Vid invigningen var det Elisabet Murgård, senare gift Sæden, och kantorn Sven Murgård från Karlskrona som medverkade med sång och musik. Ett tal hölls av Gunnar Carlsson.
Kapellet togs ur tjänst den 8 januari 2023.

## Interiör
Kyrksalen är försett med tredelat innertak eller ett så kallat tredingstak. Kyrkbänksinredningen är av det öppna så kallade bönehustyp. Korväggen domineras av altartavlan som är en kopia av professorn i Dresden, Heinrich Hofmanns välbekanta tavla: ”Getsemane”. Över tavlan en ljusramp i en mångfald av färger. Altaret omslutes av altarringen. På båda sidor om altaret pelare med fempipiga kandelabrar. Predikstolen har sin plats vid korets norra vägg. Kyrksalen är försedd med ett orgelharmonium.
Kapellets elektriska uppvärmning och elektriska klockringning bekostades av Gunnar Carlsson i Saleboda.

## Inventarier
- Vit mässkrud skänkt av Saleboda kyrkliga syförening.

## Föreståndare
- Gunnar Carlsson i Saleboda. Han var en av initiativtagarna till byggandet av kapellet.[källa behövs]